# Список персон нон грата в Азербайджане
Спи́сок персо́н нон гра́та в Азербайджа́не (азерб. Azərbaycanda arzuolunmaz şəxslərin siyahısı) — список, в котором представлены лица, въезд которым в Азербайджан запрещён в связи с тем, что эти лица нарушили «Закон о государственной границе» Азербайджанской Республики и без разрешения Азербайджана посетили де-юре территорию Азербайджана, контролируемую силами непризнанной Нагорно-Карабахской Республики, которую Азербайджан считает оккупированной. В списке представлены также лица, являвшиеся персонами нон грата в Азербайджане, но впоследствии исключённые из списка.
В августе 2013 года МИД Азербайджана обнародовало весь список персон нон грата из 330 человек, среди которых есть депутаты парламентов различных стран, политики, журналисты, студенты, художники, артисты и другие лица из различных стран и международных организаций. Среди них есть такие известные лица, как Монсеррат Кабалье и Константин Затулин.
В сентябре 2013 года Азербайджан сократил список персон нон грата. Из «чёрного списка» были вычеркнуты четыре человека, обратившиеся с просьбой к властям Азербайджана (см. Исключённые из списка).
На 10 сентября 2020 года в списке персон Азербайджана нон грата числились 1021 человек.

## Реакция на список
Анатолий Шарий заявил, что работа журналистов как раз заключается в том, чтобы знать позицию всех сторон конфликта, и что руководство Азербайджана «недалеко ушло от методов, которыми пользовались удельные князьки в Средневековье».
Вафа Гулузаде назвал публикацию списка «правильной мерой с точки зрения практического эффекта», заявив, что «это предостережение тем, кто намерен без разрешения официального Баку посетить Нагорный Карабах». Гулузаде связал публикацию списка также с предвыборной ситуацией в Азербайджане.

## Фигуранты списка
По словам польского депутата Томаша Поребы, он совершил поездку в Нагорный Карабах по собственной инициативе для ознакомления с ситуацией на месте и подготовки отчёта о ситуации в регионе.
Комментируя включение в этот список таких людей как Монсеррат Кабалье, также включённой в него Константин Затулин заявил: «Азербайджан демонстрирует великодержавную глупость» и сравнил с унтер-офицерской вдовой, которая сама себя высекла.
Редактор газеты «Сегодня» Ирина Ковальчук заявила, что после публикации списка она готова ещё раз посетить Карабах.
Журналист и корреспондент радиостанции «Эхо Москвы» Владимир Варфоломеев написал на своей странице в Facebook, что даже не понимает, как умудрился попасть в «чёрный список» и «стать персоной нон грата в любимом Азербайджане».
Другой фигурант списка, Сергей Маркедонов, высказал удовлетворение нахождением в одном списке с Кабалье и Аль Бано (с 2013 года Аль Бано исключён из списка).
Старший эксперт Американского совета по внешней политике в Вашингтоне Вейн Мэри осудил решение Баку. По его словам, этим власти страны сами себе наносят ущерб.
«Я не бывал в Карабахе, но некоторые мои коллеги там были. Ну, уж если меня включили в „черный список“, то теперь туда надо поехать, как специалисту по Кавказу», — заявил агентству Turan студент Университета Джонса Хопкинса Николас Вондра.
Израильский блогер и журналист. Александр Лапшин был задержан 15 декабря 2016 в Минске по запросу Азербайджана за посещение Нагорного Карабаха в качестве туриста в 2011 и 2012 годах. Это вызвало напряжение в отношениях между Арменией и Беларусью, а также стало темой внешнеполитической повестки дня в Израиле и России. Глава МИД России, Сергей Лавров заявил, что Россия категорически против выдачи блогера в Азербайджан, а также против криминализации посещений россиянами тех или иных регионов мира. Также, протест в связи с выдачей Лапшина заявил Израиль. В итоге в международный скандал вокруг блогера оказались втянуты и задействованы сразу пять государств. Генпрокуратура Беларуси приняла решение удовлетворить запрос Азербайджана и выдать Лапшина, 7 февраля 2017 года он был экстрадирован в Баку. В Ереване, после выдачи Лапшина Минском Баку, перед посольством Беларуси, проводились акции протеста, в поддержку блогера, организованные будущим премьер-министром Николом Пашиняном, за что Лапшин лично поблагодарил Пашиняна. Протест в связи с выдачей Лапшина заявила также ОБСЕ. Суд в Баку приговорил Лапшина к трём годам лишения свободы, однако сразу после вынесения приговора на Лапшина было совершено нападение в бакинском следственном изоляторе и в состоянии комы он был доставлен в реанимационное отделение бакинской центральной больницы и спустя сутки после нападения помилован Президентом Азербайджана и депортирован в Израиль. В начале 2018 года Александр Лапшин подал иск против Азербайджана в Европейский суд по правам человека, в котором он обвинил Азербайджан в покушении на убийство, пытки, незаконное лишение свободы.

## Список персон нон грата
| Фото | Имя                          | Страна         | Год включения | Профессия/должность                                                                                                   | Примечания |
| ---- | ---------------------------- | -------------- | ------------- | --- | --- |
|      | Онниг Бейлерян               | Канада         |               | Работник Тайного совета при Кабинете министров Канады                                                                 | В марте 1999 года совершил визит в конфликтную зону |
|      | Владимир Варфоломеев         | Россия         |               | Журналист, сотрудник радио «Эхо Москвы»                                                                               | В 2003 году посетил Нагорный Карабах |
|      | Карстен Моллер               | Дания          | 2007          | Президент Военной академии Королевства Дания                                                                          | В 2007 году участвовал в качестве наблюдателя на президентских выборах НКР                                                                                              |
|      | Роман Баталов                | Россия         | 2007          | Депутат Госдумы РФ | В 2007 году участвовал в качестве наблюдателя на президентских выборах НКР                                                                                              |
|      | Валерий Спектор              | Россия         | 2007          | Президент Академии наук по проблемам национальной безопасности                                                        | В 2007 году участвовал в качестве наблюдателя на президентских выборах НКР                                                                                              |
|      | Рамиль Латыпов               | Россия         | 2007          | Директор Центра анализа террористических угроз и малоинтенсивных конфликтов                                           | В 2007 году участвовал в качестве наблюдателя на президентских выборах НКР                                                                                              |
|      | Сергей Маркедонов            | Россия         | 2007          | Начальник отдела международных отношений Института политического и военного анализа                                   | В 2007 году участвовал в качестве наблюдателя на президентских выборах НКР                                                                                              |
|      | Сергей Глотов                | Россия         | 2007          | Заместитель председателя Комиссии Госдумы РФ по регламенту и организационным вопросам                                 | В 2007 году участвовал в качестве наблюдателя на президентских выборах НКР                                                                                              |
|      | Елена Семерикова             | Россия         | 2007          | Член Общественной палаты России                                                                                       | В 2007 году участвовал в качестве наблюдателя на президентских выборах НКР                                                                                              |
|      | Александр Ажгирей            | Россия         | 2007          | Помощник председателя Общественной палаты России                                                                      | В 2007 году участвовал в качестве наблюдателя на президентских выборах НКР                                                                                              |
|      | Джек Салленс                 | Канада         | 2007          | Независимый мониторинговый наблюдатель Канада-Великобритания                                                          | В 2007 году участвовал в качестве наблюдателя на президентских, а 23 мая 2010 года — на парламентских выборах НКР                                                       |
|      | Маргот Данн                  | Великобритания | 2007          | Независимый мониторинговый наблюдатель Канада-Великобритания                                                          | В 2007 году участвовал в качестве наблюдателя на президентских выборах НКР                                                                                              |
|      | Дейв Лоевен                  | Канада         | 2007          | | В 2007 году совершил визит в конфликтную зону |
|      | Эхарт Штратеншульте          | Германия       | 2008          | Президент Берлинской Европейской Академии                                                                             | |
|      | Ирис Кемпе                   | Германия       |               | Руководитель регионального бюро по Южному Кавказу Фонда Генриха Бёля                                                  | |
|      | Новак Тамас                  | Венгрия        |               | Журналист | |
|      | Владимир Захаров             | Россия         | 2010          | Сотрудник Центра кавказских исследований Московского государственного института международных отношений               | 23 мая 2010 года участвовал в качестве наблюдателя на парламентских выборах НКР                                                                                         |
|      | Морис Боно                   | Франция        | 2010          | Руководитель парижского офиса Института демократии и сотрудничества, бывший специальный представитель ОБСЕ по Кавказу | 23 мая 2010 года участвовал в качестве наблюдателя на парламентских выборах НКР                                                                                         |
|      | Рубик Сардарян               | Иран           | 2010          | Член парламента Исламской Республики Иран                                                                             | 23 мая 2010 года участвовал в качестве наблюдателя на парламентских выборах НКР                                                                                         |
|      | Миргасым Момени              | Иран           | 2010          | Член общества Дружбы «Иран-Армения» Исламской Республики Иран                                                         | |
|      | Франтишек Миклошко           | Словакия       | 2010          | Член парламента Словакии                                                                                              | 23 мая 2010 года участвовал в качестве наблюдателя на парламентских выборах НКР                                                                                         |
|      | Хосе Арбо                    | Аргентина      | 2010          | Член парламента Аргентины                                                                                             | 23 мая 2010 года участвовал в качестве наблюдателя на парламентских выборах НКР                                                                                         |
|      | Серхио Нахапетян             | Аргентина      | 2010          | Член парламента Аргентины                                                                                             | 23 мая 2010 года участвовал в качестве наблюдателя на парламентских выборах НКР                                                                                         |
|      | Майкл Ковак                  | США            | 2010          | Сотрудник мониторинговой делегации США-Голландия и группы Общей международной правовой политики                       | 23 мая 2010 года участвовал в качестве наблюдателя на парламентских выборах НКР                                                                                         |
|      | Крестин Микалброун           | США            | 2010          | Сотрудник мониторинговой делегации США-Голландия и группы Общей международной правовой политики                       | 23 мая 2010 года участвовала в качестве наблюдателя на парламентских выборах НКР                                                                                        |
|      | Мариек де Хоон               | Нидерланды     | 2010          | Сотрудник мониторинговой делегации США-Голландия и консультант Международной группы общественного права и политики    | 23 мая 2010 года участвовала в качестве наблюдателя на парламентских выборах НКР. Также участвовала в конференции, которая проходила в Степанакерте в феврале 2012 года |
|      | Виктор Шейнис                | Россия         | 2010          | Член Научного Совета Института мировой экономики и международных отношений РАН                                        | 23 мая 2010 года участвовал в качестве наблюдателя на парламентских выборах НКР                                                                                         |
|      | Андрей Арешев                | Россия         | 2010          | Эксперт Фонда стратегической культуры РФ                                                                              | 23 мая 2010 года участвовал в качестве наблюдателя на парламентских выборах НКР                                                                                         |
|      | Хартмут Эккель               | Германия       | 2010          | Профессор политологии Свободного университета Берлина                                                                 | 23 мая 2010 года участвовал в качестве наблюдателя на парламентских выборах НКР                                                                                         |
|      | Константин Затулин           | Россия         | 2010          | Член Комитета Госдумы РФ по делам СНГ и связям с соотечественниками, директор Института стран СНГ                     | 23 мая 2010 года участвовал в качестве наблюдателя на парламентских выборах НКР                                                                                         |
|      | Игорь Чернышенко             | Россия         | 2010          | Депутат Госдумы РФ | 23 мая 2010 года участвовал в качестве наблюдателя на парламентских выборах НКР                                                                                         |
|      | Максим Мищенко               | Россия         | 2010          | Депутат Госдумы РФ, член фракции «Единая Россия»                                                                      | 23 мая 2010 года участвовал в качестве наблюдателя на парламентских выборах НКР                                                                                         |
|      | Кирилл Черкасов              | Россия         | 2010          | Депутат Госдумы РФ | 23 мая 2010 года участвовал в качестве наблюдателя на парламентских выборах НКР                                                                                         |
|      | Галина Ратникова             | Россия         | 2010          | Член студенческой парламентской группы при Госдуме РФ                                                                 | 23 мая 2010 года участвовала в качестве наблюдателя на парламентских выборах НКР                                                                                        |
|      | Татьяна Воложинская          | Россия         | 2010          | Депутат Госдумы РФ | 23 мая 2010 года участвовала в качестве наблюдателя на парламентских выборах НКР                                                                                        |
|      | Мартин Магдал                | Чехия          | 2010          | | 23 мая 2010 года участвовал в качестве наблюдателя на парламентских выборах НКР                                                                                         |
|      | Дзовинар Мелконян            | Франция        | 2010          | Представитель Института демократии и сотрудничества                                                                   | 23 мая 2010 года участвовал в качестве наблюдателя на парламентских выборах НКР                                                                                         |
|      | Пьер Десперон                | Франция        | 2010          | Сотрудник Ассоциации докторов юридических наук Франции                                                                | 23 мая 2010 года участвовал в качестве наблюдателя на парламентских выборах НКР                                                                                         |
|      | Мишель Поре                  | Франция        | 2010          | Сотрудник Ассоциации докторов юридических наук Франции                                                                | 23 мая 2010 года участвовал в качестве наблюдателя на парламентских выборах НКР                                                                                         |
|      | Ален Фреснель                | Франция        | 2010          | Инженер | 23 мая 2010 года участвовал в качестве наблюдателя на парламентских выборах НКР                                                                                         |
|      | Жан-Пьер Делануа             | Франция        | 2010          | Финансовый сотрудник Национальной ассамблеи Франции, секретарь группы дружбы Франция — Армения                        | В июне 2010 года совершил визит в конфликтную зону, чтобы встретиться с членами правительства НКР                                                                       |
|      | Арлет Гроскост               | Франция        | 2010          | Член Национальной ассамблеи Франции                                                                                   | В июне 2010 года совершила визит в конфликтную зону, чтобы встретиться с членами правительства НКР                                                                      |
|      | Паскаль Крозон               | Франция        | 2010          | Член Национальной ассамблеи Франции                                                                                   | В июне 2010 года совершил визит в конфликтную зону, чтобы встретиться с членами правительства НКР                                                                       |
|      | Ришар Малье                  | Франция        | 2010          | Член Национальной ассамблеи Франции                                                                                   | В июне 2010 года совершил визит в конфликтную зону, чтобы встретиться с членами правительства НКР                                                                       |
|      | Рене Рукэ                    | Франция        | 2010          | Член Национальной ассамблеи Франции                                                                                   | В июне 2010 года совершил визит в конфликтную зону, чтобы встретиться с членами правительства НКР                                                                       |
|      | Франсуа Рошблуан             | Франция        | 2010          | Член Национальной ассамблеи Франции                                                                                   | В июне 2010 года совершил визит в конфликтную зону, чтобы встретиться с членами правительства НКР                                                                       |
|      | Мишель Дифенбахер            | Франция        | 2010          | Член Национальной ассамблеи Франции                                                                                   | В июне 2010 года совершил визит в конфликтную зону, чтобы встретиться с членами правительства НКР                                                                       |
|      | Гассан Мухейбир              | Ливан          | 2010          | Бывший депутат парламента Ливана                                                                                      | После того, как принял участие в заседании Ассамблеи православных парламентов, который проходил в Армении в июне 2010 года, совершил визит в Нагорный Карабах           |
|      | Реда Хаддад                  | Иордания       | 2010          | Бывший член парламента Иордании                                                                                       | После того, как принял участие в заседании Ассамблеи православных парламентов, который проходил в Армении в июне 2010 года, совершил визит в Нагорный Карабах           |
|      | Стивен Паунд                 | Великобритания | 2010          | Член Палаты общин Великобритании                                                                                      | В августе 2010 года посетил Нагорный Карабах, где провел встречу со спикером парламента НКР Ашотом Гуляном                                                              |
|      | Стефан Кандеа                | Румыния        | 2010          | Независимый журналист                                                                                                 | Летом 2010 года совершил визит в конфликтную зону |
|      | Петрут Калинеску             | Румыния        | 2010          | Фотограф | Летом 2010 года совершил визит в конфликтную зону |
|      | Анна Мамонова                | Украина        | 2010          | Корреспондент газеты «Комсомольская правда»                                                                           | 7—8 сентября 2010 года совершила визит в Нагорный Карабах |
|      | Варвара Жлутенко             | Украина        | 2010          | Корреспондент журнала «Профиль»                                                                                       | 7-8 сентября 2010 года совершила визит в Нагорный Карабах |
|      | Надежда Базева               | Украина        | 2010          | Журналистка Национального телевидения Украины                                                                         | 7-8 сентября 2010 года совершила визит в Нагорный Карабах |
|      | Владимир Кравченко           | Украина        | 2010          | Корреспондент газеты «Зеркало недели»                                                                                 | 7—8 сентября 2010 года совершил визит в Нагорный Карабах |
|      | Ирина Ковальчук              | Украина        | 2010          | Сотрудница газеты «Сегодня»                                                                                           | 7—8 сентября 2010 года совершила визит в Нагорный Карабах |
|      | Олег Кулик                   | Украина        | 2010          | Сотрудник телеканала «ICTV»                                                                                           | 7—8 сентября 2010 года совершил визит в Нагорный Карабах |
|      | Мишель Ривази                | Франция        | 2010          | Член Европарламента                                                                                                   | В октябре 2010 года совершила визит в Нагорный Карабах |
|      | Дамьен Абад                  | Франция        | 2010          | Член Европарламента                                                                                                   | В октябре 2010 года совершил визит в Нагорный Карабах |
|      | Томаш Пореба                 | Польша         | 2010          | Депутат Европарламента, докладчик по Армении                                                                          | 19 декабря 2010 года совершил визит в Нагорный Карабах |
|      | Александр Лапшин             | Израиль        | 2011          | Путешественник | В марте 2011 года совершил визит в конфликтную зону |
|      | Кэролайн Кокс                | Великобритания | 2011          | Член Палаты лордов Великобритании                                                                                     | В апреле 2011 года совершила визит в Нагорный Карабах |
|      | Шрила Флатер                 | Великобритания | 2011          | Член Палаты лордов Великобритании                                                                                     | В апреле 2011 года совершила визит в Нагорный Карабах |
|      | Гордон Марсден               | Великобритания | 2011          | Член парламента Великобритании от партии Лейбористов                                                                  | В апреле 2011 года совершил визит в Нагорный Карабах |
|      | Джон Уиттингдейл             | Великобритания | 2011          | Член Палаты общин Великобритании, Председатель комитета по культуре, прессе и спорту парламента Великобритании        | В апреле 2011 года совершил визит в Нагорный Карабах |
|      | Одетт Базиль                 | Великобритания | 2011          | Журналист, председатель организации Chiltern Armenia                                                                  | В апреле 2011 года совершила визит в Нагорный Карабах |
|      | Дитмар Шуман                 | Германия       |               | Сотрудник телеканала ZDF                                                                                              | |
|      | Франк Вильторф               | Германия       |               | Сотрудник телеканала ZDF                                                                                              | |
|      | Майк Зайдер                  | Германия       |               | Сотрудник телеканала ZDF                                                                                              | |
|      | Мартин Гётз Росин            | Германия       |               | Сотрудник телеканала ZDF                                                                                              | |
|      | Андреас Бреннер              | Германия       |               | Сотрудник телеканала ZDF                                                                                              | |
|      | Герхард Хесслер              | Германия       |               | Адвокат | |
|      | Клаус Вернер Кайзе           | Германия       |               | | |
|      | Сергей Бунтман               | Россия         | 2011          | Заместитель главного редактора радиостанции «Эхо Москвы»                                                              | В мае 2011 года совершил визит в Нагорный Карабах |
|      | Евгений Бунтман              | Россия         | 2011          | Корреспондент радиостанции «Эхо Москвы»                                                                               | В мае 2011 года совершил визит в Нагорный Карабах |
|      | Маргарита Ахвледиани         | Грузия         | 2011          | Председатель и главный редактор медиаорганизации «Go Group»                                                           | 20—24 июня 2011 года совершила визит в конфликтную зону |
|      | Юрий Снегирёв                | Россия         |               | Журналист | |
|      | Уилл Энгланд                 | США            |               | Московский корреспондент газеты «The Washington Post»                                                                 | Летом 2011 года совершил визит в Нагорный Карабах |
|      | Михаил Людвиг                | Германия       |               | Журналист | |
|      | Роберто Джованелли           | Италия         | 2011          | Архитектор, профессор Флорентийской академии художеств                                                                | В июле 2011 года совершил визит в Нагорный Карабах |
|      | Джузеппе Джованни дель Дебио | Италия         | 2011          | Архитектор | В июле 2011 года совершил визит в Нагорный Карабах |
|      | Франческо Ровиелло           | Италия         | 2011          | Архитектор | В июле 2011 года совершил визит в Нагорный Карабах |
|      | Лучано Претти                | Италия         | 2011          | Архитектор | В июле 2011 года совершил визит в Нагорный Карабах |
|      | Франческо Гало               | Италия         | 2011          | Архитектор | В июле 2011 года совершил визит в Нагорный Карабах |
|      | Каролина Джованелли          | Италия         | 2011          | Сотрудница Флорентийской академии художеств                                                                           | В июле 2011 года в составе группы скульпторов совершила визит в Нагорный Карабах                                                                                        |
|      | Маддалена Джованелли         | Италия         | 2011          | Сотрудница Флорентийской академии художеств                                                                           | В июле 2011 года в составе группы скульпторов совершила визит в Нагорный Карабах                                                                                        |
|      | Луиза Морони                 | Италия         | 2011          | Сотрудница Флорентийской академии художеств                                                                           | В июле 2011 года в составе группы скульпторов совершила визит в Нагорный Карабах                                                                                        |
|      | Вальтер Чернека              | Италия         | 2011          | Независимый скульптор                                                                                                 | В июле 2011 года в составе группы скульпторов совершил визит в Нагорный Карабах                                                                                         |
|      | Лука Кало                    | Италия         | 2011          | Независимый скульптор                                                                                                 | В июле 2011 года в составе группы скульпторов совершил визит в Нагорный Карабах                                                                                         |
|      | Джузеппе Антонио де Турси    | Италия         | 2011          | Независимый скульптор                                                                                                 | В июле 2011 года в составе группы скульпторов совершил визит в Нагорный Карабах                                                                                         |
|      | Антонелла Кастелли           | Италия         | 2011          | Независимый скульптор                                                                                                 | В июле 2011 года в составе группы скульпторов совершила визит в Нагорный Карабах                                                                                        |
|      | Антонио Риццо                | Италия         | 2011          | Независимый скульптор                                                                                                 | В июле 2011 года в составе группы скульпторов совершил визит в Нагорный Карабах                                                                                         |
|      | Хорхе Ромео                  | Италия         | 2011          | Независимый скульптор                                                                                                 | В июле 2011 года в составе группы скульпторов совершил визит в Нагорный Карабах                                                                                         |
|      | Эмилиано Браттини            | Италия         | 2011          | Независимый скульптор                                                                                                 | В июле 2011 года в составе группы скульпторов совершил визит в Нагорный Карабах                                                                                         |
|      | Стефания Палумбо             | Италия         | 2011          | Независимый скульптор                                                                                                 | В июле 2011 года в составе группы скульпторов совершила визит в Нагорный Карабах                                                                                        |
|      | Мануэла Траини               | Италия         | 2011          | Независимый скульптор                                                                                                 | В июле 2011 года в составе группы скульпторов совершил визит в Нагорный Карабах                                                                                         |
|      | Роберто Квальи               | Италия         | 2011          | Оператор, журналист                                                                                                   | В июле 2011 года в составе группы скульпторов совершил визит в Нагорный Карабах                                                                                         |
|      | Лапо Квальи                  | Италия         | 2011          | Оператор, журналист                                                                                                   | В июле 2011 года в составе группы скульпторов совершил визит в Нагорный Карабах                                                                                         |
|      | Стефано Биззарри             | Италия         | 2011          | Оператор, журналист                                                                                                   | В июле 2011 года в составе группы скульпторов совершил визит в Нагорный Карабах                                                                                         |
|      | Франческо Манка              | Италия         | 2011          | Оператор, журналист                                                                                                   | В июле 2011 года в составе группы скульпторов совершил визит в Нагорный Карабах                                                                                         |
|      | Виген Аветис                 | Италия         | 2011          | Скульптор, Почётный гражданин Флоренции                                                                               | В июле 2011 года в составе группы скульпторов совершил визит в Нагорный Карабах                                                                                         |
|      | Ги Тасье                     | Франция        | 2011          | Депутат Национальной Ассамблеи Франции                                                                                | В августе 2011 года совершил визит в конфликтную зону |
|      | Жак Ремилье                  | Франция        | 2011          | Депутат Национальной Ассамблеи Франции                                                                                | В августе 2011 года совершил визит в конфликтную зону |
|      | Валери Буайе                 | Франция        | 2011          | Депутат Национальной Ассамблеи Франции                                                                                | В августе 2011 года совершила визит в конфликтную зону |
|      | Жорж Коломбье                | Франция        | 2011          | Депутат Национальной Ассамблеи Франции                                                                                | В августе 2011 года совершил визит в конфликтную зону |
|      | Бедрос Киркоров              | Россия         | 2011          | Певец | 2 сентября 2011 года посетил Нагорный Карабах, где выступал на концерте в честь «20-летия провозглашения независимости НКР»                                             |
|      | Анастасия Мартынова          | Россия         | 2011          | Сотрудница телеканала «Центр»                                                                                         | В сентябре 2011 года посетила Нагорный Карабах |
|      | Энтони Халпин                | Великобритания |               | Корреспондент газеты «Times»                                                                                          | |
|      | Джозеф Симитян               | США            | 2011          | Член Сената штата Калифорния                                                                                          | В сентябре 2011 года совершил визит в Нагорный Карабах |
|      | Вадим Рахманов               | Россия         |               | Поэт-переводчик | |
|      | Омаэ Хитоси                  | Япония         |               | Корреспондент газеты «Mainichi»                                                                                       | |
|      | Уэйн Мерри                   | США            |               | Сотрудник Американского совета по внешней политике                                                                    | |
|      | Анастасия Тейлор Линд        | США            |               | Корреспондент газеты «New York Times»                                                                                 | |
|      | Юрий Васильев                | Россия         |               | Художник | В 2011 и 2012 гг. совершил визит в конфликтную зону в составе делегации художников                                                                                      |
|      | Валерий Обедков              | Россия         |               | Художник | В 2011 и 2012 гг. совершил визит в конфликтную зону в составе делегации художников                                                                                      |
|      | Пётр Рейхет                  | Россия         |               | Художник | В 2011 и 2012 гг. совершил визит в конфликтную зону в составе делегации художников                                                                                      |
|      | Александр Сайков             | Россия         |               | Художник | В 2011 и 2012 гг. совершил визит в конфликтную зону в составе делегации художников                                                                                      |
|      | Александр Снетков            | Россия         |               | Художник | В 2011 и 2012 гг. совершил визит в конфликтную зону в составе делегации художников                                                                                      |
|      | Пётр Татарников              | Россия         |               | Художник | В 2011 и 2012 гг. совершил визит в конфликтную зону в составе делегации художников                                                                                      |
|      | Александр Волощук            | Украина        | 2011          | Корреспондент газеты «Сиверщина»                                                                                      | В июле 2011 года совершил визит в Степанакерт и Шушу |
|      | Вольт Секорда                | Австралия      |               | Сенатор австралийского штата Южный Уэльс                                                                              | В декабре 2011 года совершил визит в конфликтную зону |
|      | Матеуш Пискорский            | Польша         | 2012          | Член Правления Европейского центра геополитического анализа                                                           | В феврале 2012 года участвовал в конференции, которая проходила в Степанакерте                                                                                          |
|      | Отто Лютерхандт              | Германия       | 2012          | | В феврале 2012 года участвовал в конференции, которая проходила в Степанакерте                                                                                          |
|      | Станислав Тарасов            | Россия         | 2012          | | В феврале 2012 года участвовал в конференции, которая проходила в Степанакерте                                                                                          |
|      | Алексей Мартынов             | Россия         | 2012          | | В феврале 2012 года участвовал в конференции, которая проходила в Степанакерте                                                                                          |
|      | Александр Крылов             | Россия         | 2012          | | В феврале 2012 года участвовал в конференции, которая проходила в Степанакерте                                                                                          |
|      | Гейде Шварцова               | Словакия       | 2012          | Ректор Центрально-Европейского университета                                                                           | В феврале 2012 года совершила визит в конфликтную зону вместе с Франтишеком Миклошко                                                                                    |
|      | Никос Лигерос                | Греция         | 2012          | Сотрудник Военной Академии Греции                                                                                     | В феврале 2012 года участвовал в конференции, которая проходила в Степанакерте                                                                                          |
|      | Джеймс Никси                 | Великобритания | 2012          | Руководитель программы Россия-Евразия                                                                                 | В феврале 2012 года участвовал в конференции, которая проходила в Степанакерте                                                                                          |
|      | Филипп Марини                | Франция        | 2012          | Член Сената Франции                                                                                                   | 22 мая 2012 года совершил визит в Нагорный Карабах |
|      | Софи Жуасен                  | Франция        | 2012          | Член Сената Франции                                                                                                   | 22 мая 2012 года совершила визит в Нагорный Карабах |
|      | Бернар Фурнье                | Франция        | 2012          | Член Сената Франции                                                                                                   | 22 мая 2012 года совершил визит в Нагорный Карабах |
|      | Михаэль Мюллер               | Австрия        | 2012          | Корреспондент телеканала ORF                                                                                          | В июне 2012 года приехал в Армению во время визита президента Австрии Хайнца Фишера в эту страну, а затем совершил визит в конфликтную зону                             |
|      | Джим Карияннис               | Канада         | 2012          | Член Парламента Канады                                                                                                | В июле 2012 года посетил Нагорный Карабах для наблюдения за президентскими выборами                                                                                     |
|      | Монсерат Кабалье             | Испания        | 2013          | Оперная певица | 4 июня 2013 года совершила визит в Нагорный Карабах |
|      | Любовь Казарновская          | Россия         | 2015          | Оперная певица | совершилa визит в Нагорный Карабах |

## Исключённые из списка
По словам главы пресс-службы МИД Азербайджана Эльмана Абдуллаева, этот список «не вечный, он „flexible“ („гибкий“)», и в случае, если лицо «сожалеет о своем поступке, осознает неправомерность своего визита и обратится в соответствующие органы Азербайджана с разъяснением, то азербайджанская сторона готова рассмотреть это обращение по исключению этого лица из списка». В сентябре 2013 года из «чёрного списка» исключены четверо человек: депутат Государственной думы Российской Федерации Алексей Митрофанов, руководитель московского бюро «Голоса Америки» Джеймс Брук, а также студенты Университета Джонса Хопкинса Иван Бенович и Николас Бондра. Указанные граждане «обратились к азербайджанскому правительству и заявили о раскаянии в связи с произошедшим». Алексей Митрофанов оказался в «чёрном списке», когда в 2011 году посетил карабахский город Мардакерт. Там он принимал участие в открытии дома торжеств «Москва». Комментируя исключение из списка, депутат подтвердил изданию Vesti.az, что действительно обращался к азербайджанским властям с соответствующей просьбой. Как выразился Митрофанов, он апеллировал «к мудрости и благожелательности азербайджанского руководства». В ноябре 2013 года из списка было удалено имя итальянского певца Аль Бано по его письменному запросу.
| Фото | Имя                 | Страна   | Год включения | Год исключения | Профессия                                                | Примечания |
| ---- | ------------------- | -------- | ------------- | -------------- | -------------------------------------------------------- | --- |
|      | Алексей Митрофанов  | Россия   | 2011          | 2013           | Бывший депутат Государственной думы Российской Федерации | В сентябре 2011 года совершил визит в конфликтную зону, посетил город Мардакерт, где принимал участие в открытии дома торжеств «Москва». За посещение этой территории без согласования с официальным Баку депутат был объявлен персоной нон грата. Позднее Митрофанов обратился к азербайджанскому правительству и заявил о раскаянии. |
|      | Джеймс Брук         | США      | 2013          | 2013           | Руководителя московского бюро «Голоса Америки»           | В июне 2013 года совершил визит в конфликтную зону. За посещение этой территории без согласования с официальным Баку был объявлен персоной нон грата. Позднее Брук обратился к азербайджанскому правительству и заявил о раскаянии |
|      | Иван Бенёвич        | Словакия | 2013          | 2013           | Студент Университета Джонса Хопкинса                     | В январе 2013 года совершил визит в конфликтную зону. За посещение этой территории без согласования с официальным Баку был объявлен персоной нон грата. Позднее Бенёвич обратился к азербайджанскому правительству и заявил о раскаянии |
|      | Николас Вондра      |          | 2013          | 2013           | Студент Университета Джонса Хопкинса                     | В январе 2013 года совершил визит в конфликтную зону. За посещение этой территории без согласования с официальным Баку был объявлен персоной нон грата. По заявлению азербайджанской стороны, позднее Вондра обратился к азербайджанскому правительству и заявил о раскаянии в связи с произошедшим. Сам Вондра отрицал своё пребывание на территории НКР и заявлял, что готов посетить Карабах, несмотря на ограничения азербайджанской стороны |
|      | Аль Бано            | Италия   | 2010          | 2013           | Певец                                                    | В октябре 2010 года Аль Бано дал концерт в Нагорном Карабахе. За посещение этой территории без согласования с официальным Баку был объявлен персоной нон грата. Позднее Аль Бано обратился в посольство Азербайджана в Италии с просьбой вычеркнуть его имя из списка. Официальный представитель МИД Азербайджана Эльман Абдуллаев заявил, что Аль Бано подчеркнул в обращении, что вообще не знаком с существующими в регионе проблемами, с армяно-азербайджанским конфликтом, и заявил, что «испытывает к Азербайджанской Республике большое уважение и симпатию». 15 ноября 2013 года МИД Азербайджана удовлетворил просьбу Аль Бано и исключил его из списка. |
|      | Константин Москович | Молдова  | 2013          | 2014           | Музыкант, народный артист Молдовы                        | Провёл несколько концертов в Нагорном Карабахе, принимал участие на праздничных мероприятиях. В 2014 году исключён из списка. |
|      | Артемий Лебедев     | Россия   | 2010          | 2015           | Российский дизайнер, блогер, путешественник              | Лебедев был внесён в список за нарушение границ Азербайджана при посещении непризнанной Нагорно-Карабахской Республики в 2010 году. В 2015 году принес извинения и был исключён из списка. |